# Elecciones municipales de Chile de 1992
Las elecciones municipales de 1992 en Chile se realizaron el domingo 28 de junio de dicho año y fue la primera elección de las administraciones municipales luego del retorno a la democracia tras la dictadura militar.
Se eligió a la totalidad de los responsables de la administración local, es decir, de las comunas. Chile a la fecha estaba dividido en 334 comunas, administradas por una municipalidad, compuesta por un alcalde y un concejo municipal, formado por un número de 6, 8 o 10 concejales, dependiendo del número de electores de cada comuna. Ambos cargos duran cuatro años en su labor.
Los concejales son elegidos en forma directa mediante el sistema electoral proporcional con cifra repartidora conocido como Sistema D'Hondt, los cuales a su vez eligen al alcalde entre sus miembros. Esta forma de elección indirecta llevó a intensas negociaciones entre los distintos pactos y al interior de ellos, debido a que se contaban comunas en donde hubo empate entre el número de concejales (por ser número par los elegidos), siendo necesario en algunos casos, separar el período de ejercicio del alcalde en dos.
Este sistema de elección favoreció a la lista oficialista de la Concertación, y en particular a su principal integrante; el Partido Demócrata Cristiano, quien con cerca del 29 % de los votos, casi logró elegir a la mitad de los alcaldes del país.
Además, en esta elección eligieron por primera vez sus autoridades las 17 comunas creadas por el Decreto con fuerza de ley (DFL) N.º 3060 de 1981. Estas son: Estación Central, Recoleta, Independencia, Peñalolén, Macul, El Bosque, Huechuraba, San Ramón, San Joaquín, Cerro Navia, Lo Prado, Cerrillos, Pedro Aguirre Cerda, Lo Espejo, La Pintana, Vitacura y Lo Barnechea. Además eligen su primer alcalde también, las comunas de Teodoro Schmidt y Hualaihué.
Asimismo, por decreto ley N.º 1208 del 13 de octubre de 1975 la comuna de Las Barrancas, pasó a llamarse Pudahuel, eligiendo en esta ocasión, su primer alcalde con este nombre.

## Encuestas
| Empresa | Fecha         | Concertación | Participación y Progreso | Unión de Centro Centro | Partido Comunista | Indecisos |
| ------- | ------------- | ------------ | ------------------------ | ---------------------- | ----------------- | --------- |
| CEP     | abril de 1992 | 51,5 %       | 13,6 %                   | 13,6 %                 | 4,6 %             | 16,8 %    |

## Resultados

### Alcaldes y concejales
| Lista                            | Pacto o partido                | Sigla | Conc.? | %?      | Alc.?   | %?      |
| -------------------------------- | ------------------------------ | ----- | ------ | ------- | ------- | ------- |
| A                                | Concertación por la Democracia |       | 1187   | 57,01 % | 266     | 79,64 % |
|                                  | Partido Demócrata Cristiano    | PDC   | 643    | 30,88 % | 156     | 46,71 % |
| Partido Socialista               | PS                             | 174   | 8,36 % | 35      | 10,48 % |         |
| Partido por la Democracia        | PPD                            | 169   | 8,12 % | 39      | 11,68 % |         |
| Partido Radical                  | PR                             | 143   | 6,87 % | 28      | 8,38 %  |         |
| Alianza Humanista Verde          | AHV                            | 15    | 0,72 % | 1       | 0,30 %  |         |
| Partido Socialdemocracia Chilena | SDCH                           | 20    | 0,96 % | 2       | 0,60 %  |         |
| Independientes Lista A           | ILA                            | 23    | 1,10 % | 5       | 1,49 %  |         |
| B                                | Partido Comunista              | PCCh  | 35     | 1,68 %  | 1       | 0,30 %  |
| C                                | Partido Liberal                | PL    | 4      | 0,19 %  | 0       | 0,00 %  |
| D                                | Participación y Progreso       |       | 756    | 36,32 % | 62      | 18,56 % |
|                                  | Renovación Nacional            | RN    | 412    | 19,79 % | 32      | 9,58 %  |
| Unión Demócrata Independiente    | UDI                            | 184   | 8,84 % | 10      | 2,99 %  |         |
| Partido Nacional                 | PN                             | 2     | 0,10 % | 0       | 0,00 %  |         |
| Independientes Lista D           | ILD                            | 158   | 7,59 % | 20      | 5,99 %  |         |
| E                                | Unión de Centro Centro         | UCC   | 78     | 3,74 %  | 4       | 1,20 %  |
| I                                | Independientes fuera de pacto  | Ind   | 22     | 1,06 %  | 1       | 0,30 %  |
| Total                            | Total                          | Total | 2082   | 100 %   | 334     | 100 %   |

### Votación única para concejales y designación de alcaldes
| Lista                            | Pacto o partido                | Sigla                       | Votos     | %?      | Cand.? | Conc.?   | ± %?     |
| -------------------------------- | ------------------------------ | --------------------------- | --------- | ------- | ------ | -------- | -------- |
| A                                | Concertación por la Democracia |                             | 3 417 154 | 53,30 % | 2006   | 1187     |          |
|                                  | Partido Demócrata Cristiano    | PDC                         | 1 854 679 | 28,93 % | 866    | 643      | 2,86 %   |
| Partido Socialista               | PS                             | 547 031                     | 8,53 %    | 384     | 174    | -14,11 % |          |
| Partido por la Democracia        | PPD                            | 590 321                     | 9,21 %    | 373     | 169    |          |          |
| Partido Radical                  | PR                             | 314 757                     | 4,91 %    | 236     | 143    | -3,25 %  |          |
| Alianza Humanista Verde          | AHV                            | 52 481                      | 0,82 %    | 24      | 15     |          |          |
| Partido Socialdemocracia Chilena | SDCH                           | 26 785                      | 0,42 %    | 44      | 20     |          |          |
| Independientes Lista A           | ILA                            | 31 100                      | 0,49 %    | 79      | 23     |          |          |
| B                                | Partido Comunista              | PCCh                        | 419 778   | 6,55 %  | 1030   | 35       | -10,53 % |
| C                                | Partido Liberal                | PL                          | 15 505    | 0,24 %  | 35     | 4        |          |
| D                                | Participación y Progreso       |                             | 1 901 815 | 29,67 % | 2054   | 756      |          |
|                                  | Renovación Nacional            | RN                          | 861 784   | 13,44 % | 834    | 412      |          |
| Unión Demócrata Independiente    | UDI                            | 652 954                     | 10,19 %   | 825     | 184    |          |          |
| Partido Nacional                 | PN                             | 4143                        | 0,06 %    | 6       | 2      | -18,30 % |          |
| Independientes Lista D           | ILD                            | 382 934                     | 5,97 %    | 389     | 158    |          |          |
| E                                | Unión de Centro Centro         | UCC                         | 519 296   | 8,10 %  | 1227   | 78       |          |
| I                                | Independientes fuera de pacto  | Ind                         | 137 358   | 2,14 %  | 163    | 22       | 1,28 %   |
| Total de votos válidos           | Total de votos válidos         | Total de votos válidos      | 6 410 906 | 91,01 % |        |          |          |
| Votos nulos                      | Votos nulos                    | Votos nulos                 | 418 893   | 5,95 %  |        |          |          |
| Votos en blanco                  | Votos en blanco                | Votos en blanco             | 214 028   | 3,04 %  |        |          |          |
| Total de sufragios emitidos      | Total de sufragios emitidos    | Total de sufragios emitidos | 7 043 827 | 100 %   |        |          |          |

## Alcaldías 1992-1996

### Listado de alcaldes electos
Listado de alcaldes elegidos en las principales ciudades del país.
| Municipio                                                             | Municipio    | Alcalde electo                                                        |
| --------------------------------------------------------------------- | ------------ | --------------------------------------------------------------------- |
|                                                                       | Arica        | Santiago Arata Gandolfo Partido Radical                               |
|                                                                       | Iquique      | Jorge Soria Quiroga Partido Comunista                                 |
|                                                                       | Calama       | Edwin Rowe Molina Partido Radical                                     |
|                                                                       | Antofagasta  | Pedro Araya Ortiz Partido Demócrata Cristiano                         |
|                                                                       | Copiapó      | Mónica Calcutta Stormenzan Partido por la Democracia                  |
|                                                                       | La Serena    | Raúl Saldívar Auger (2 años 1° período) Partido Socialista            |
| Adriana Peñafiel Villafañe (2 años 2° período) Renovación Nacional    | La Serena    |                                                                       |
|                                                                       | Coquimbo     | Pedro Velásquez Seguel Partido Demócrata Cristiano                    |
|                                                                       | Viña del Mar | Rodrigo González Torres (2 años 1° período) Partido por la Democracia |
| Jorge Santibáñez Ceardi (2 años 2° período) Unión de Centro Centro    | Viña del Mar |                                                                       |
|                                                                       | Valparaíso   | Hernán Pinto Miranda Partido Demócrata Cristiano                      |
|                                                                       | Santiago     | Jaime Ravinet de la Fuente Partido Demócrata Cristiano                |
|                                                                       | Rancagua     | Esteban Valenzuela van Treek Partido por la Democracia                |
|                                                                       | Talca        | José Fernández Llorens Partido Demócrata Cristiano                    |
|                                                                       | Concepción   | Guillermo Aste Pérez (2 años 1° período) Partido Demócrata Cristiano  |
| Ariel Ulloa Azócar (2 años 2° período) Partido Socialista             | Concepción   |                                                                       |
|                                                                       | Temuco       | René Saffirio Espinoza Partido Demócrata Cristiano                    |
|                                                                       | Valdivia     | Gonzalo Espinoza Pérez Partido Demócrata Cristiano                    |
|                                                                       | Puerto Montt | Raúl Blanco Watson (2 años 1° período) Partido Socialista             |
| Juan Sandoval Paredes (2 años 2° período) Partido Demócrata Cristiano | Puerto Montt |                                                                       |
|                                                                       | Coyhaique    | Eduardo Santelices Puelma Partido Demócrata Cristiano                 |
|                                                                       | Punta Arenas | Carlos González Yaksic Partido Socialista                             |